# ロサリオ・ムリージョ
ロサリオ・マリア・ムリージョ・サンブラナ（スペイン語: Rosario María Murillo Zambrana, 1951年6月22日 - ）は、ニカラグアの政治家、詩人。夫のダニエル・オルテガと共に2025年から共同大統領を務めている。
2017年から2025年まで副大統領を歴任。1985年から1990年と2007年から2度、ファーストレディになった。オルテガ政権下でスポークスマンとしての役割を果たし、市民権評議会会長を兼任。

## 来歴

### 幼少期
マナグア出身。紡績業を営む両親の下で育った。母のゾイラメリカはニカラグアの英雄とされるアウグスト・セサル・サンディーノの姪である。マナグアのカトリック学校で中等教育を受け、イギリスのティバートンの高校を卒業。イギリスのケンブリッジ大学で語学科の学士を取得。ニカラグア国立自治大学も卒業している。
1969年にサンディニスタ革命の際にゲリラ達を避難所として自身の家に匿わせた。1970年代初頭、新聞社「ラ・プレンサ」の編集者であったビオレタ・チャモロの夫ペドロ・チャモロとペドロ・パブロ・クアドラの部下として働いた。しかし、内乱の疑いでアナスタシオ・ソモサ・ガルシア政権から逃亡先のエステリで逮捕された。その後、コスタリカやパナマへ亡命。亡命先のコスタリカでダニエル・オルテガと知り合った。1979年にソモサ政権が崩壊するとオルテガと帰国し、同年にオルテガと同棲を始めた。2005年に教会との和解の一環として、カトリック教会に結婚を認めてもらうためにオルテガと正式に入籍。

### 政治家として
国会議員を務めていた実娘のゾイラメリカ・ナルバエス・ムリージョでオルテガから虐待を受けたとして傷害罪で告発した。ムリージョは娘の耳に貸さないどころか、オルテガを擁護し、娘のゾイラメリカを家から追い出した。2001年にゾイラメリカの告訴を最高裁判所は退けた。2016年の総選挙では、ムリーリョがオルテガの副大統領候補（ランニングメイト）として出馬。選挙時にアルジャジーラのルシア・ニューマンは「ロサリオがもはや影の大統領と化している」と示唆した。
総選挙後の2018年7月までデモが発生。少なくとも309人の死者を出す大惨事となり、デモの死者のうち約25人が未成年だった。
オルテガが提案していた、副大統領であったムリージョに絶対権力を与え、『共同大統領』に昇格させる憲法改正案が2025年1月30日に国民議会にて了承され、同年2月18日に施行された。これにより夫妻による統治が強大となった。

## 人物

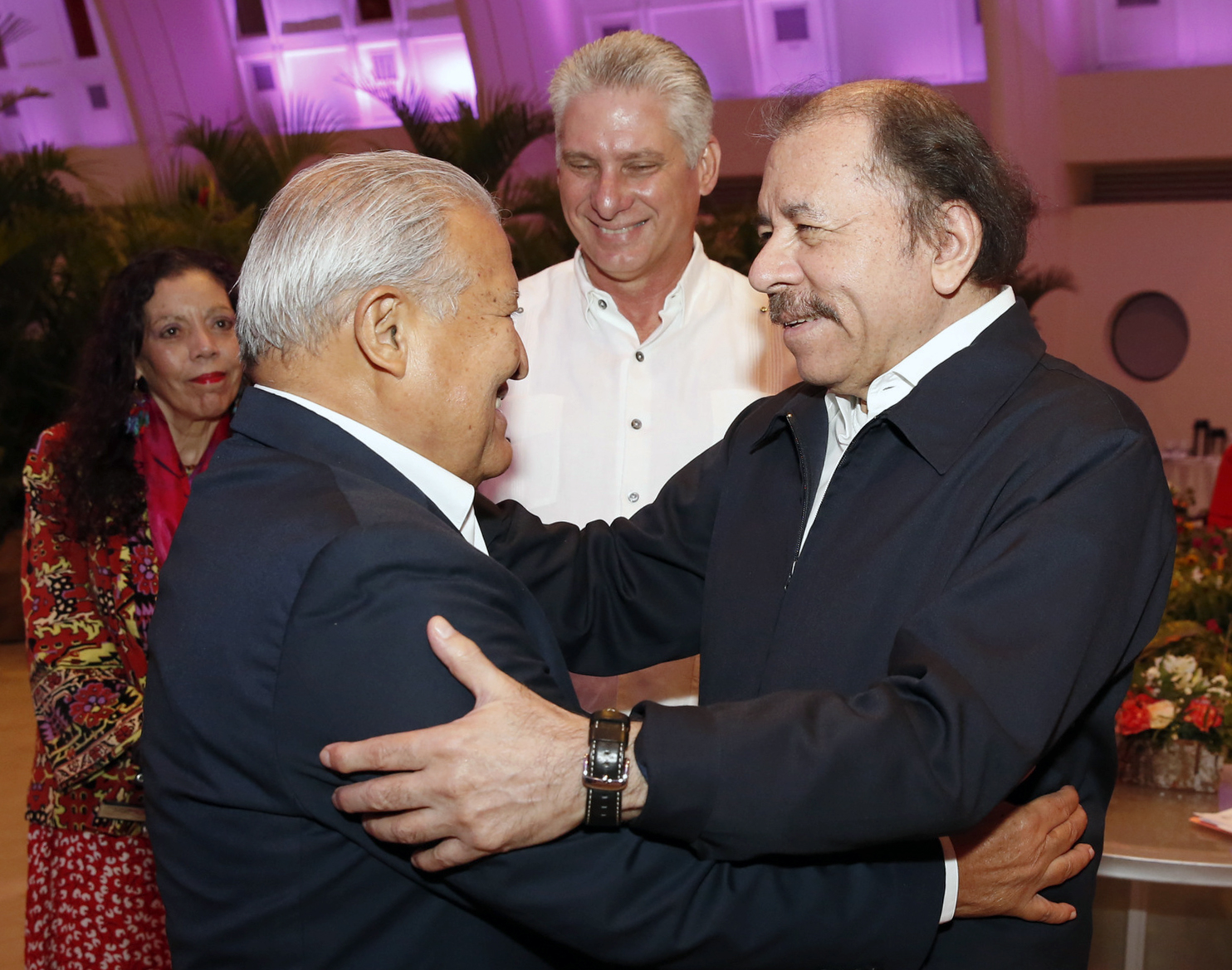
左端からムリージョ、 サルバドール・サンチェス・セレンエルサルバドル共和国大統領、 ミゲル・ディアス＝カネルキューバ共産党中央委員会第一書記、ダニエル・オルテガ（2019年撮影）

厳格なカトリック教徒でマリア崇敬を実践している。ニューエイジの思想を持つ。

## 脚註
1. ↑  “Morning Star :: Nicaragua: Sandinista Ortega sworn in for fourth term as president | The People's Daily”. www.morningstaronline.co.uk. 2017年1月12日時点のオリジナルよりアーカイブ。2025年2月3日閲覧。
2. ↑  Goldman, Francisco (1987年3月29日). “Poetry and Power in Nicaragua”. The New York Times.  オリジナルの2024年1月11日時点におけるアーカイブ。 2025年2月3日閲覧。
3. ↑  del Castillo Ortiz, Marcos Antonio (2020年1月1日). “Zoilamérica Sandino Tiffer” (English). GeneaNet.   Geneanet SA. 2020年10月17日時点のオリジナルよりアーカイブ。2025年2月3日閲覧。
4. ↑  Laguna, Xiomara (2007年3月20日). “Etapas más importantes de Rosario Murillo” (Spanish). Canal 2 (Televicentro de Nicaragua) (Televicentro de Nicaragua, S.A.).  オリジナルの2007年11月24日時点におけるアーカイブ。 2025年2月3日閲覧。 {{cite news}}: 名無し引数「publication-placeManagua」は無視されます。 (説明)⚠
5. ↑  Ramos, Helena. “Rosario Murillo: Una cadencia de fervores” (スペイン語). Asociación Nicaragüense de Escritoras.  オリジナルの2013年4月14日時点におけるアーカイブ。 2025年2月3日閲覧。
6. ↑   Otis, John (2015年3月24日). “Long silence from Nicaragua's president as first lady keeps press at arm's length” (English). Committee to Protect Journalists (CPJ).  オリジナルの2020年6月14日時点におけるアーカイブ。 2025年2月3日閲覧。 {{cite news}}: 不明な引数|1=が空白で指定されています。 (説明)⚠
7. ↑  “Nicaragua president's running mate: his wife”. The Independent (2016年11月2日). 2018年5月22日時点のオリジナルよりアーカイブ。2025年2月3日閲覧。
8. ↑  Newman, Lucia (2016年11月7日). “Nicaragua: President Ortega on course for third term”. Al Jazeera.   Al Jazeera Media Network. 2021年6月10日時点のオリジナルよりアーカイブ。2025年2月3日閲覧。
9. ↑  “Cifra de muertos por crisis en Nicaragua asciende a 309” (Spanish). El Nuevo Diario (Managua, Nicaragua: El Nuevo Diario, S.A. de C.V. (Editora Nuevo Amanecer)).  オリジナルの2018年7月3日時点におけるアーカイブ。 2025年2月3日閲覧。
10. ↑  “Nicaragua’s deepening repression: UN experts call for urgent global action”. 国際連合人権高等弁務官事務所. (2025年2月26日) 2025年3月24日閲覧。
11. ↑  “ニカラグアの憲法改正により大統領の権限が強化され、オルテガ氏と妻のムリーリョ氏が国を統治”. VOCO. (2025年1月31日) 2025年2月3日閲覧。
12. ↑  “Compañera Rosario: Festejamos a la Virgen María colmados de amor, salud y fuerza” (スペイン語). (2020年12月7日).  オリジナルの2021年9月11日時点におけるアーカイブ。 2025年2月3日閲覧。
13. ↑  “With Savvy And New-Age Speeches, A First Couple Runs Nicaragua” (英語). NPR.org.  オリジナルの2022年9月2日時点におけるアーカイブ。 2024年2月3日閲覧。

| 公職                          | 公職                                     | 公職          |
| ----------------------------- | ---------------------------------------- | ------------- |
| 先代 （創設）                 | ニカラグア共和国共同大統領 2025年 -      | 次代 （現職） |
| 先代 オマール・ハレスレベンス | ニカラグア共和国副大統領 2017年 - 2025年 | 次代 （空席） |